# اومبرتو توزی
اومبرتو توزی (به انگلیسی: Umberto Tozzi) (زاده ۴ مارس ۱۹۵۲) خواننده، ترانه‌سرا ایتالیایی است.
او همراه با راف نماینده ایتالیا در مسابقه آواز یوروویژن ۱۹۸۷ بود.